# Odontomelus afar
Odontomelus afar är en insektsart som beskrevs av Nicholas David Jago 1995. Odontomelus afar ingår i släktet Odontomelus och familjen gräshoppor. Inga underarter finns listade i Catalogue of Life.